# Lippenspolder (Nederland)
De Lippenspolder is een polder ten zuidwesten van Zuiddorpe, behorende tot de Canisvliet- en Moerspuipolders, in de Nederlandse provincie Zeeland. 
De polder werd, na de inundaties van 1586, definitief ingedijkt in 1698 en meet 42 ha. Ze is vernoemd naar het Huis Lippens. De polder grenst aan de Belgisch-Nederlandse grens, waar zich de buurtschap Oudenburgsesluis bevindt.